# Alexander Kopacz
Alexander Kopacz detto Alex (London, 26 gennaio 1990) è un bobbista canadese, campione olimpico nel bob a due a Pyeongchang 2018.

## Biografia
Compete dal 2013 come frenatore per la squadra nazionale canadese. Debuttò in Coppa Nordamericana a novembre 2013 con Nick Poloniato alla guida mentre esordì in Coppa del Mondo all'avvio della stagione 2014/15, il 12 dicembre 2014 a Lake Placid dove fu quattordicesimo nel bob a due; centrò il suo primo podio il 9 gennaio 2016 sempre a Lake Placid (3º nel bob a quattro) e la sua prima vittoria il 6 gennaio 2018 ad Altenberg nel bob a due, con Justin Kripps a condurre la slitta.
Ha preso parte ai Giochi olimpici invernali di Pyeongchang 2018, dove vinse la medaglia d'oro nella gara biposto con Justin Kripps, giungendo al traguardo con il medesimo tempo dell'equipaggio tedesco pilotato da Francesco Friedrich; nell'occasione vennero infatti assegnate due medaglie d'oro.
Prese parte a tre edizioni dei campionati mondiali, vincendo la medaglia di bronzo nella gara a squadre a Winterberg 2015 e ottenendo quali migliori risultati la sesta piazza nel bob a quattro (a Schönau am Königssee 2017) e l'ottava nel bob a due (sia a Igls 2016 che a Winterberg 2015), in tutte le occasioni con Kripps alla guida.

## Palmarès

### Olimpiadi
- 1 medaglia:
  - 1 oro (bob a due a Pyeongchang 2018).

### Mondiali
- 1 medaglia:
  - 1 bronzo (gara a squadre a Winterberg 2015).

### Coppa del Mondo
- 7 podi (4 nel bob a due e 3 nel bob a quattro):
  - 1 vittoria (nel bob a due);
  - 3 secondi posti (2 nel bob a due e 1 nel bob a quattro);
  - 3 terzi posti (1 nel bob a due e 2 nel bob a quattro).

#### Coppa del Mondo - vittorie
| Data           | Luogo     | Paese    | Disciplina              |
| -------------- | --------- | -------- | ----------------------- |
| 6 gennaio 2018 | Altenberg | Germania | a due con Justin Kripps |

### Circuiti minori

#### Coppa Nordamericana
- 3 podi (2 nel bob a due e 1 nel bob a quattro):
  - 2 vittorie (1 nel bob a due e 1 nel bob a quattro);
  - 1 secondo posto (nel bob a due).